# Albertops robustus
Albertops robustus – gatunek kosarza z podrzędu Laniatores i rodziny Epedanidae. Jedyny znany przedstawiciel monotypowego rodzaju Albertops.

## Występowanie
Gatunek jest endemiczny dla Borneo.